# Druga dalmatinska proleterska udarna brigada NOVJ-a
Druga dalmatinska proleterska narodnooslobodilačka udarna brigada NOVJ-a je formirana 3. listopada 1942. u selu Uništima, kod Bosanskog Grahova. Odluku o njenom formiranju izdao je Štab Četvrte operativne zone Hrvatske, u dogovoru s Vrhovnim štabom NOP-a i DVJ-a, u rujnu 1942. godine. U sastav brigade ušla su četiri dalmatinska partizanska bataljuna - Bataljun „Branko Vladušić“, Dinarski bataljun „Jerko Ivančić“, Vaganjski bataljun „Nikola Vrančić“ i Primorski bataljun „Branko Vladušić“. Na dan formiranja brigada je imala 836 boraca, a u siječnju 1945. godine 2363 borca.
Odlukom Vrhovnog štaba određen je zapovjedni sastav brigade - za zapovjednika je bio postavljen Ljubo Vučković, za političkog komesara Ante Jurlin Marko, za zamjenika zapovjednika Jovo Martić, za zamjenika političkog komesara Jovo Kapičić, za operativnog časnika Ljubo Truta, za šefa saniteta dr. Tomislav Kronja i za intendanta brigade Nikola Ćaće. 
Na mjesto komesara 3. bataljona postavljen je Antiša Vučičić.
Od osnivanja do 1. studenog 1942. godine brigada je bila podređena Štabu Četvrte operativne zone Hrvatske. U sastavu Druge proleterske divizije, nalazila se od 1. studenog 1942. do 23. veljače 1944. godine, a zatim u sastavu Primorske operativne grupe Drugog udarnog korpusa, do 5. siječnja 1945. godine i Devete divizije Osmog dalamtinskog korpusa, do kraja rata.
U brigadi se borilo 5548 boraca, od kojih je 209 bilo stranih državljana (188 Talijana). Od toga je poginulo 1829 boraca. Njenih 23 boraca je proglašeno za narodne heroje Jugoslavije. 
Ukazom Vrhovnog komandanta NOV-a i POJ-a maršala Josipa Broza Tita 12. srpnja 1944. godine proglašena je proleterskom.
Za zasluge tijekom Narodnooslobodilačke borbe, odlikovana je Ordenom narodnog oslobođenja, 29. srpnja 1944., Ordenom narodnog heroja, 3. srpnja 1958., Ordenom bratstva i jedinstva sa zlatnim vijencem, 22. prosinca 1961. i Ordenom zasluga za narod sa zlatnom zvijezdom, 27. travnja 1978. godine.

## Ratni put brigade
Druga dalmatinska brigada sudjelovala je u napadima Druge proleterske divizije na Bosansko Grahovo u listopadu 1942., Livno i Tomislavgrad u prosincu 1942. i Imotski u veljači 1943., a zatim u bitci na Neretvi i Sutjesci. Upamćeno je njeno uspješno forsiranje Neretve 6./7. ožujka 1943. godine. Pohvaljena je ukazom Vrhovnog štaba NOVJ-a za forsiranje Drine 9. travnja 1943. godine. U bitci na Sutjesci odigrala je ključnu ulogu u kritičnom trenutku svojom uspješnom obranom položaja na Barama. Od svih 16 brigada NOVJ-a koje su sudjelovale u bitci na Sutjesci Druga dalmatinska brigada imala je najveće gubitke. Tijekom jednomjesečne operacije poginula su 833 borca ove brigade.
Sudjelovala je u borbama za Kolašin u listopadu 1943., a zatim u borbama protiv njemačkog 21. armijskog korpusa i četnika u Crnoj Gori i Hercegovini u sastavu Primorske operativne grupe.
Druga dalmatinska brigada oslobodila je s postrojbama 29. hercegovačke divizije Dubrovnik 18. listopada 1944. godine. U Mostarskoj operaciji oslobodila je Široki Brijeg i Mostar. Zatim u operacijama 4. armije JA sudjelovala je u oslobođenju Karlobaga, Raba, Cresa, Lošinja i Istre. Borbeni put završila je sudjelovanjem u oslobođenju Trsta i Rijeke.

## Narodni heroji Druge dalmatinske brigade
Borci Druge dalmatinske brigade proglašeni za narodne heroje Jugoslavije su:
- Ante Jerkin, politički komesar brigade
- Niko Anđus, politički komesar Drugog bataljuna
- Savo Burić, zapovjednik brigade
- Miro Višić, zamjenik političkog komesara Prvog bataljuna
- Ljubo Vučković, prvi zapovjednik brigade
- Savo Drljević, zapovjednik brigade
- Branko Dude, zapovjednik Drugog bataljuna
- Jošo Durbaba, zapovjednik bataljuna
- Milinko Đurović, član Politodjela brigade
- Obrad Egić, zapovjednik brigade
- Boško Žunić, zapovjednik čete u Drugom bataljunu
- Radisav Jugović, načelnik Štaba brigade
- Jovo Kapičić, zamjenik političkog komesara brigade
- Vojo Kovačević, rukovoditelj Politodjela brigade
- Drago Marković, politički komesar čete
- Slobodan Macura Bondo, politički komesar Prvog bataljuna
- Stevo G. Opačić, zapovjednik Treće čete Prvog bataljuna
- Stevo J. Opačić, zamjenik zapovjednika Druge čete Trećeg bataljuna
- Srećko Reić, zapovjednik bataljuna
- Ante Roje, politički komesar brigade
- Ratko Sofijanić, zamjenik zapovjednika brigade
- Ljubo Truta, operativni časnik brigade
- Mate Ujević, politički komesar brigade
- Milovan Čelebić, zamjenik političkog komesara bataljuna